# Пеце (Будиншћина)
Пеце је насељено место у саставу општине Будиншћина у Крапинско-загорској жупанији, Хрватска. До територијалне реорганизације у Хрватској налазило се у саставу старе општине Златар-Бистрица.

## Становништво
На попису становништва 2011. године, Пеце је имало 296 становника.

## Попис1991.
На попису становништва 1991. године, насељено место Пеце је имало 375 становника, следећег националног састава:
| Попис 1991.‍  | Попис 1991.‍  | Попис 1991.‍ | Попис 1991.‍ | Попис 1991.‍ |
| ------------ | ------------ | ----------- | ----------- | ----------- |
|              |              |             |             |             |
| Хрвати       | Хрвати       |             | 370         | 98,66%      |
| регион. опр. | регион. опр. |             | 1           | 0,26%       |
| непознато    | непознато    |             | 4           | 1,06%       |
| укупно: 375  |              |             |             |             |